# Назарьян, Сантьяго
Сантьяго Назарьян (порт. Santiago Nazarian; род. 12 мая 1977, Сан-Паулу) — бразильский писатель армянского происхождения. Потомок армян, эмигрировавших из Армении в Бразилию из-за Геноцида, устроенного османами в начале XX века. 

## Биография
У Сантьяго Назарьяна — армянские корни. Сын художника и писательницы. Торговал книгами, редактировал рекламу, работал диск-жокеем, преподавал английский, занимался боди-артом, много путешествовал.

## Романы
- 2003: Olívio / Оливио (премия фонда Конрада Весселя)
- 2004: A morte sem nome / Безымянная смерть
- 2005: Feriado de mim mesmo / Отдых от самого себя
- 2006: Mastigando humanos / Пережевывая человекоподобных
- 2009: O prédio, o tédio e o menino cego / Дом, тоска и слепой ребенок
- 2011: Pornofantasma/ Порнопризрак
- 2012: Garotos Malditos
- 2020: «Fe no Enferno»/ «Вера в аду»

## Признание
В 2007, в рамках Международной книжной ярмарки в Боготе, имя писателя было включено в список 39 наиболее значительных писателей Латинской Америки в возрасте до 39 лет (см.: ). В 2010 влиятельная бразильская газета Globo назвала его среди 8 наиболее интересных отечественных дебютантов в литературе последнего десятилетия.